# 치우천왕기
《치우천왕기》는 치우천왕을 소재로 한 이우혁의 판타지 소설이다. 2003년 7월 1권이 세상에 선을 보였다. 그 후 9권까지 발매 후 출판사와의 마찰로 완결을 보지 못하고 절판됐으나 새로운 출판사와 계약하고, 2011년 4월 28일 총 6권으로 완결되어 (한 권당 기존 판형의 두 권 분량) 출간되었다.